# Chabařovice
Chabařovice − miasto w Czechach, w kraju ujskim. Według danych z 31 grudnia 2003 powierzchnia miasta wynosiła 1689 ha, a liczba jego mieszkańców 2 329 osób.

## Części miasta
- Chabařovice
- Roudníky

## Demografia
| Rok             | 1970  | 1980  | 1991  | 2001  | 2003  |
| --------------- | ----- | ----- | ----- | ----- | ----- |
| Liczba ludności | 4 811 | 4 002 | 2 068 | 2 234 | 2 329 |

Źródło: Czeski Urząd Statystyczny

## Zabytki
- Kościół Narodzenia Najświętszej Marii Panny
- Kaplica św. Michała
- Kapliczka św. Jana Chrzciciela
- Kolumna Marii Panny (na placu)
- Rzeźba św. Jana Nepomucena
- Kościół św. Wacłava v Roudníkách